# Wales Office

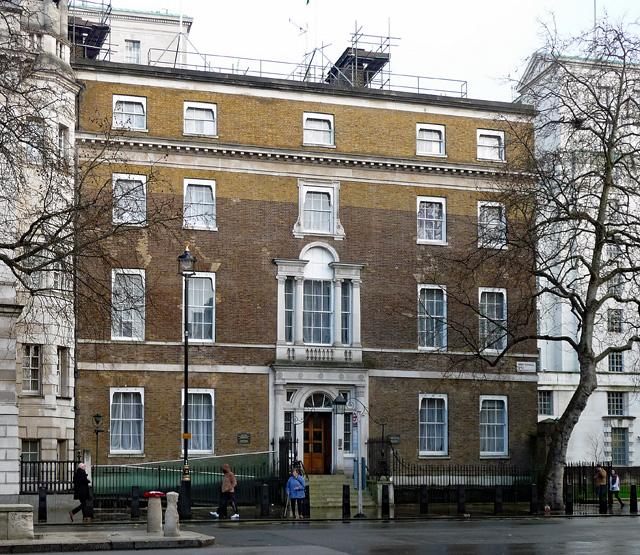
Gwydyr House, Whitehall

Das Wales Office (walisisch: Swyddfa Cymru) ist eine dem Secretary of State for Wales unterstehende britische Regierungsabteilung mit Aufgaben in Bezug auf den Landesteil Wales. Es ersetzte 1999 das Welsh Office, das von seiner Gründung 1965 bis zum Government of Wales Act 1998 die Verwaltung von Wales koordinierte.

## Kompetenzen

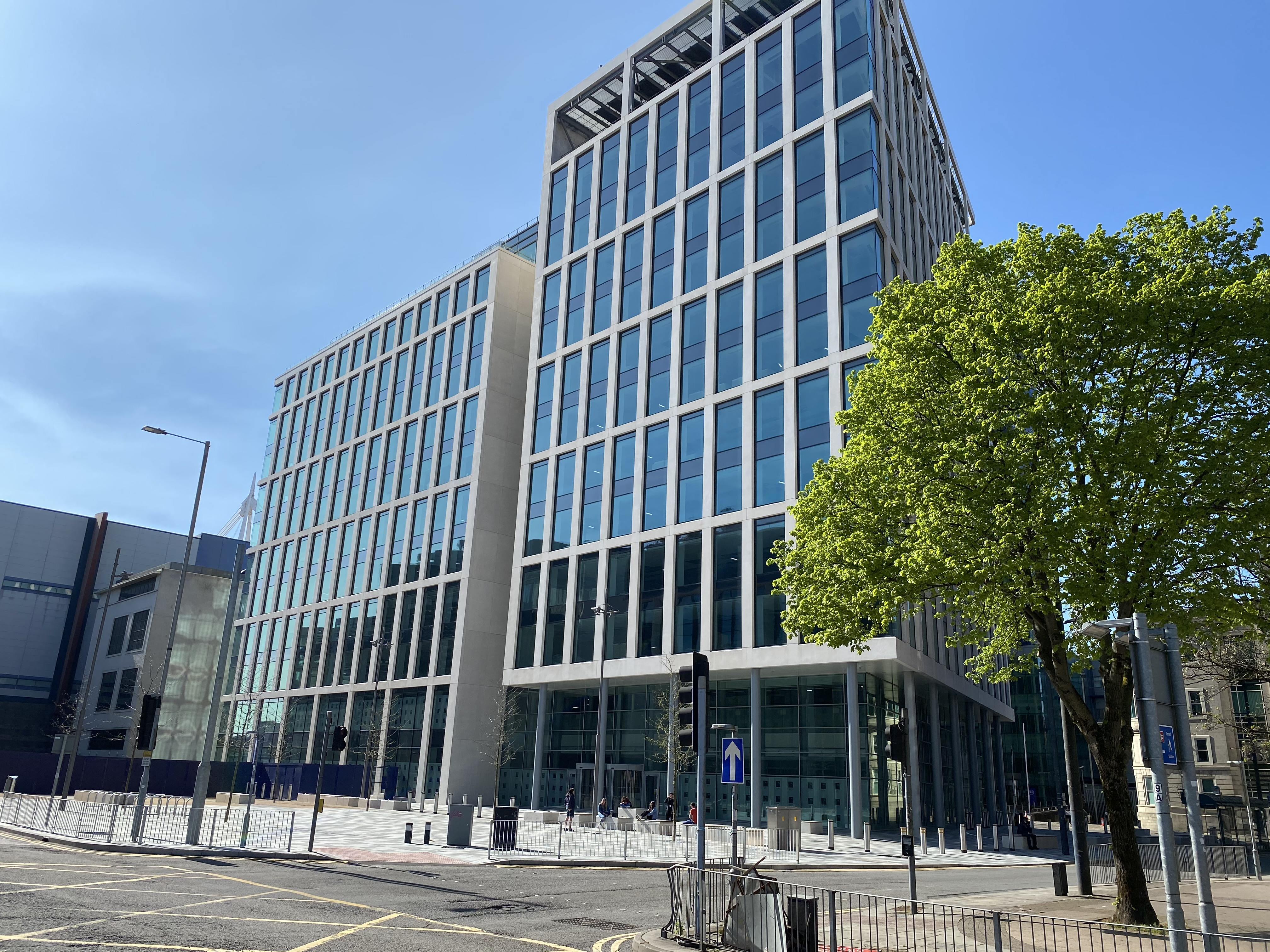
Sitz des Wales Office in Cardiff

Die Kompetenzen der Einrichtung mit Sitz in Gwydyr House in Whitehall (London), die in der Vergangenheit „Wales' Stimme in Westminster und Westminsters's Stimme in Wales“ genannt wurde, wurden mit dem Government of Wales Act 2006 hauptsächlich auf die Ausübung derjenigen Funktionen des Secretary of State for Wales, die nicht an das walisische Parlament übertragen wurden, festgelegt. Das Wales Office ist neben informellen Aufgaben somit hauptsächlich für die Bemessung der walisischen Anteile am britischen Budget zuständig. Das Office of the Secretary of State for Wales ist seit 2007 dem Justizministerium untergeordnet. Vor 2007 unterstand es dem Department for Constitutional Affairs.

## Minister
Minister im Wales Office waren bislang die Folgenden:
| Partei | Partei       | Minister           | Amtszeit                              | Anmerkungen                                                  |
| ------ | ------------ | ------------------ | ------------------------------------- | ------------------------------------------------------------ |
|        | Labour Party | Peter Hain         | 5. Juni 2009 bis 11. Mai 2010         | Erster Inhaber des Amtes nach Umbenennung des Welsh Office   |
|        | Konservative | Cheryl Gillan      | 11. Mai 2010 bis 4. September 2012    |                                                              |
|        | Konservative | David Jones        | 4. September 2012 bis 14. Juli 2014   | Unterstaatssekretäre waren Stephen Crabb und Jenny Randerson |
|        | Konservative | Stephen Crabb      | 15. Juli 2014 bis 19. März 2016       |                                                              |
|        | Konservative | Alun Cairns        | 19. März 2016 bis 6. November 2019    |                                                              |
|        | Konservative | Simon Anthony Hart | 6. November 2019 bis 25. Oktober 2022 |                                                              |
|        | Konservative | David Davies       | 25. Oktober 2022 bis 5. Juli 2024     |                                                              |
|        | Labour       | Jo Stevens         | seit 5. Juli 2024                     |                                                              |

siehe auch: Liste der Minister für Wales
Im Gegensatz zu Schottland und Nordirland hat Wales keine eigenen Law Officers of the Crown; Wales und England unterhalten eine Gemeinsame Rechtsprechung. Der Attorney General for England and Wales berät die Regierung des Vereinigten Königreichs über das Rechtssystem von England und Wales. Sein Stellvertreter ist der Solicitor General for England and Wales.

## Zukunft
In Folge der Zustimmung zum Welsh devolution referendum 2011 erhielt die National Assembly for Wales direkte Gesetzgebungskompetenzen. Einige Walisische Politiker, vor allem solche der Partei Plaid Cymru, forderten daraufhin die Abschaffung des Wales Office. Dafydd Elis-Thomas, Vorsitzender der National Assembly for Wales kommentierte dies mit den Worten: „Ich glaube, dass es sehr nützlich wäre, das [Wales Office] zu demontieren, bevor die nächste Nationalversammlung angelobt wird, das wäre der logische Zeitpunkt, da unsere neuen Befugnisse dann zur Gänze in Kraft treten. Die Beziehung würde dann zwischen den Regierungen und zwischen den Parlamenten hergestellt. In anderen Worten würden zwischen der National Assembly und dem Parliament in Westminster die Themen von Gesetzen, die in Westminster gemacht werden, aber Wales betreffen behandelt, und vice versa.“ Lord Elis-Thomas wurde von Cheryl Gillian, der damaligen Secretary of State for Wales beschuldigt, eine „separatistische Agenda“  zu verfolgen. Sie wurde von ihrem Vorgänger aus den Reihen der Labour Party, Peter Hain unterstützt, der bekundete, dass Wales „nach wie vor eine Vertretung im Umfeld des Kabinets in Westminster benötige.“